# Triomf van de verschroeide aarde
Triomf van de verschroeide aarde is een boek van Thea Beckman uit 1977. Het is het tweede deel van een trilogie over de Honderdjarige Oorlog, die ook Geef me de ruimte! en Het rad van fortuin omvat.

## Het verhaal
Matthis Cuvelier is een niet zo'n goede soldaat voor zijn zestienjarige leeftijd, maar sluit zich toch aan bij het partizanenleger van Bertrand du Guesclin. Als trompetter en heraut van zijn held mag hij er wel zijn. Maar dan moet hij, om geld te halen, naar Parijs waar een burgerlijke revolutie aan de gang is. Matthis moet er een dubbelrol spelen, wat soms levensgevaarlijk kan zijn. Hij wordt gevangengenomen door de Engelsen en ontmoet Geoffrey Chaucer. Ondanks de oorlog sluit deze vriendschap met Matthis en zijn pleegouders.
Het boek is verdeeld in drie delen:

### Deel 1: De strijd om Rennes
De hertog van Lancaster is jaloers op zijn neefje, Eduard, de prins van Wales (zoon van koning Eduard III van Engeland, en troonopvolger), die populair geworden is bij de Slag bij Poitiers en de gevangenneming van Jan II van Frankrijk en zijn jongste zoon Filips de Stoute. Daarom wil hij de grote, mooie stad Rennes veroveren. Maar daar zitten Bertrand du Guesclin en andere partizanen zoals onder andere zijn neef Olivier de Mauny, Guillaume Clopin. De Engelsen zijn niet veilig in de buurt van Bretons, die vreselijk slim blijken te zijn. Met listen en slimmigheden bestrijden ze de Engelsen: eerst vanuit de bossen en daarna vanuit de stad. De hertog probeert nu Rennes uit te hongeren maar geeft het beleg op na opnieuw ontzettend door Du Guesclin bij de neus genomen te zijn. En met name Matthis Cuvelier draagt, ondanks zijn tengerheid, hieraan bij.

### Deel 2: De revolutie
Matthis trekt naar Parijs om geld te halen. Maar daar breekt de revolutie uit onder leiding van Étienne Marcel. Zij verzetten zich tegen de Monarchie, en eisen een redelijker en minder willekeurig bewind. Maar de kroonprins (de koning zit nog gevangen in Londen), bijgestaan door de adel, die haar privileges weigert op te geven, ontvlucht Parijs en vecht terug.
Matthis ziet wel wat in de revolutie en begint als klerk te werken voor Étienne Marcel. Hij hoopt wellicht via hem een alliantie met Du Guesclin te bereiken, die immers ook een "man van het volk" is. De revolutie lijkt te gaan lukken als ook de boeren in Noord-Frankrijk in opstand komen (jacquerie) en een aantal steden zich solidair verklaren.
Maar Marcel heeft zich met Karel van Navarra (Karel de Slechte) verbonden, en die ziet de jacquerie ook als bedreiging. Voor de keuze tussen Karel de Slechte en de boeren gesteld, offert Marcel de boeren op en ziet toe hoe de opstand wordt neergeslagen door de adel. Matthis is geschokt, maar "dit is nu eenmaal politiek" wordt hem medegedeeld.
Ten slotte ontstaat schaarste in de stad en gaan de mensen morren, waarop Marcel reageert met terreur. Vrijheid van meningsuiting wordt steeds meer ingeperkt, vooral wanneer een mysterieuze troubadour die Berton de Fleur blijkt, Marcel begint te bekritiseren. Matthis keert hierop de revolutie de rug toe als Marcel een aantal dierbaren, waaronder Berton de Fleur en Marie-Claire, probeert te arresteren. Niet lang daarna wordt Marcel gedood en geeft Parijs zich over. De koning toont zich genadig en Matthis, Marie-Claire en Berton de Fleur maken zich op om terug te gaan naar Bretagne.

### Deel 3: De verschroeide aarde
Nu zijn Marie-Claire, Berton en Matthis weg uit Parijs en niet lang daarna worden ze gevangengenomen door de Engelsen. Het is een plundercompagnie geleid door Jake de Wyn, een verwaande avonturier die zichzelf in een kasteel heeft geïnstalleerd en met zijn vijftig manschappen de streek beheerst na de rechtmatige landheer te hebben gedood. Ze moeten hun woord geven niet te proberen te ontsnappen, en aangezien woordbreuk in deze tijd zeer hoog wordt opgenomen, moeten ze wel bij Jake in zijn kasteel blijven. Jake vertrekt echter en de gevangenen moeten mee. Hij sluit zich aan bij het grote Engelse invasieleger, waar ze Geoffrey Chaucer (van de Canterbury Tales) leren kennen. Geoffrey en Matthis worden vrienden.
De invasie, bedoeld om Frankrijk knock-out te slaan, wordt echter een grote flop. De Fransen passen de tactiek van de verschroeide aarde toe zodat er niets te plunderen valt. Koning Eduard wil Reims bezetten om zichzelf daar te laten kronen, maar de stad sluit de poorten en geeft geen krimp. Ook pogingen om andere steden te bezetten (Fontainebleau, Meaux, Chartres, zelfs Parijs) mislukken en het leger leidt verliezen en honger. Ten slotte, op 13 april 1360 (Zwarte Maandag) wordt het door een zware onweers- en hagelbui getroffen (het boek spreeks zelfs van een tornado hoewel bronnen in werkelijkheid nergens daarvan melding maken), waarna de Engelsen het opgeven. Matthis, Marie-Claire en Berton zien zich, nu het Engelse leger uiteen is gevallen, niet meer aan hun belofte aan Jake de Wyn gebonden en gaan hun eigen weg.
Terug op het kasteel van Bertrand du Guesclin te Pontorson wordt de groep hartelijk ontvangen maar krijgt Matthis nog van Du Guesclin geweldig op zijn falie omdat hij niet had laten weten waar hij was; Du Guesclin zou hem tegen elke prijs hebben vrijgekocht!